# Steven Siler
Steven Scott Siler (Anaheim, 15 de fevereiro de 1987) é um lutador americano de artes marciais mistas, atualmente compete no Peso Pena. Ele competiu no The Ultimate Fighter: Team Bisping vs. Team Miller e no Ultimate Fighting Championship.

## Carreira no MMA
Siler tinha nove vitória seguidas, com vitórias sobre os veteranos do Bellator, Travis Marx e Nick Mamalis. Siler então aceitou uma luta contra o futuro desafiante ao Cinturão Peso Pena do UFC, Chad Mendes, no Tachi Palace Fights: Best of Both Worlds. Siler perdeu a luta por nocaute técnico no primeiro round.
Siler retornou ao Throwdown MMA, ganhando o Título dos Penas após bater Enoch Wilson. Siler venceu mais três lutas após vencer o título do Throwdown antes de enfrentar Cole Escovedo no Showdown Fights: New Blood. Siler perdeu a luta por finalização no primeiro round.

### The Ultimate Fighter
Em 2011, Siler assinou com o Ultimate Fighting Championship para competir no The Ultimate Fighter: Team Bisping vs. Team Miller. No primeiro episódio, Siler garantiu sua vaga na casa após derrotar Micah Miller, por finalização aos 0:53 do terceiro round. Siler foi escolhido para a Equipe Miller. No sexto episódio, ele não conseguiu avançar às semifinais, pois perdeu para Diego Brandão por nocaute técnico devido á uma joelhada voadora aos 30 segundos do primeiro round.

### Ultimate Fighting Championship
Siler assinou um contrato com o UFC. Siler era esperado para enfrentar Akira Corassani em 3 de Dezembro de 2011 no The Ultimate Fighter 14 Finale. Porém, Corassani foi forçado a se retirar da luta com uma lesão e foi substituído por Josh Clopton. Siler derrotou Clopton por decisão unânime.
Siler em seguida enfrentou Cole Miller no UFC on FX: Alves vs. Kampmann em 2 de Março de 2012. Siler venceu a luta por decisão unânime.
Siler era esperado para enfrentar Jimy Hettes no UFC on FX: Maynard vs. Guida. Porém, Hettes foi forçado a se retirar da luta com uma lesão e Siler enfrentou o estreante no UFC Joey Gambino. Ele venceu a luta por finalização no primeiro round.
Siler foi derrotado por Darren Elkins em 17 de Novembro de 2012 no UFC 154 por decisão unânime.
Siler era esperado para enfrentar Jimy Hettes em 27 de Abril de 2013 no UFC 159. Porém, Hettes foi forçado a se retirar da luta com uma lesão e foi substituído por Kurt Holobaugh. Siler venceu a luta equilibrada por decisão unânime.
Siler enfrentou Mike Brown em 17 de Agosto de 2013 no UFC Fight Night: Shogun vs. Sonnen. Ele venceu a luta por nocaute em apenas 50 segundos do primeiro round.
Siler enfrentou Dennis Bermudez em 6 de Novembro de 2013 no UFC: Fight for the Troops 3, substituindo Nik Lentz. Siler perdeu por decisão unânime.
Siler enfrentou o brasileiro Rony Jason em 23 de Março de 2014 no UFC Fight Night: Shogun vs. Henderson II. Novamente ele foi derrotado, dessa vez por nocaute técnico no primeiro round.
Siler foi derrotado pelo israelense Noad Lahat em 26 de Julho de 2014 no UFC on Fox: Lawler vs. Brown por decisão unânime.
Em 17 de Outubro de 2014, o Ultimate anunciou que havia demitido Siler de seu plantel de lutadores.

### Titan FC
Após ser demitido do UFC, Siler foi colocado para enfrentar Desmond Green em 19 de Dezembro de 2014 no Titan FC 32, pelo Título Peso Pena. Ele foi derrotado por decisão unânime após cinco duros rounds. Sua segunda luta pela organização foi contra Austin Springer em 19 de Setembro de 2015 no Titan FC 35 e ele venceu por finalização no primeiro round.

## Cartel no MMA
| Cartel no MMA   |             |             |
| 42 lutas        | 28 vitórias | 14 derrotas |
| Por nocaute     | 5           | 5           |
| Por finalização | 15          | 5           |
| Por decisão     | 8           | 4           |

| Res.    | Cartel | Oponente           | Método                           | Evento                                   | Data       | Round | Tempo | Local                      | Notas                                  |
| ------- | ------ | ------------------ | -------------------------------- | ---------------------------------------- | ---------- | ----- | ----- | -------------------------- | -------------------------------------- |
| Vitória | 28-14  | Scott Thometz      | Decisão (unânime)                | Front Street Fights 7                    | 13/11/2015 | 3     | 5:00  | Boise, Idaho               |                                        |
| Vitória | 27-14  | Austin Springer    | Finalização (guilhotina)         | Titan FC 35                              | 19/09/2015 | 1     | 1:04  | Atlantic City, New Jersey  |                                        |
| Vitória | 26-14  | Joshua Tyler       | Finalização (mata leão)          | Jeremy Horn's Elite Fight Night 27       | 07/08/2015 | 1     | 3:05  | Ogden, Utah                |                                        |
| Vitória | 25-14  | Jack Montgomery    | TKO (socos)                      | World Fighting Championships 41          | 27/06/2015 | 1     | 2:32  | Reno, Nevada               |                                        |
| Vitória | 24-14  | Brandon Hempleman  | TKO                              | Front Street Fights 4                    | 20/02/2015 | 1     | 2:45  | Boise, Idaho               |                                        |
| Derrota | 23-14  | Desmond Green      | Decisão (unânime)                | Titan FC 32                              | 19/12/2014 | 5     | 5:00  | Lowell, Massachusetts      |                                        |
| Derrota | 23-13  | Noad Lahat         | Decisão (unânime)                | UFC on Fox: Lawler vs. Brown             | 26/07/2014 | 3     | 5:00  | San Jose, California       |                                        |
| Derrota | 23-12  | Rony Jason         | TKO (socos)                      | UFC Fight Night: Shogun vs. Henderson II | 23/03/2014 | 1     | 1:17  | Natal, Rio Grande do Norte |                                        |
| Derrota | 23-11  | Dennis Bermudez    | Decisão (unânime)                | UFC: Fight for the Troops 3              | 06/11/2013 | 3     | 5:00  | Fort Campbell, Kentucky    |                                        |
| Vitória | 23-10  | Mike Brown         | Nocaute (socos)                  | UFC Fight Night: Shogun vs. Sonnen       | 17/08/2013 | 1     | 0:50  | Boston, Massachusetts      |                                        |
| Vitória | 22-10  | Kurt Holobaugh     | Decisão (unânime)                | UFC 159: Jones vs. Sonnen                | 27/04/2013 | 3     | 5:00  | Newark, New Jersey         |                                        |
| Derrota | 21-10  | Darren Elkins      | Decisão (unânime)                | UFC 154: St. Pierre vs. Condit           | 17/11/2012 | 3     | 5:00  | Montreal, Quebec           |                                        |
| Vitória | 21-9   | Joey Gambino       | Finalização (guilhotina)         | UFC on FX: Maynard vs. Guida             | 22/06/2012 | 1     | 2:47  | Atlantic City, New Jersey  |                                        |
| Vitória | 20-9   | Cole Miller        | Decisão (unânime)                | UFC on FX: Alves vs. Kampmann            | 03/03/2012 | 3     | 5:00  | Sydney                     |                                        |
| Vitória | 19-9   | Josh Clopton       | Decisão (unânime)                | The Ultimate Fighter 14 Finale           | 03/12/2011 | 3     | 5:00  | Las Vegas, Nevada          |                                        |
| Derrota | 18-9   | Cole Escovedo      | Finalização (triângulo)          | Showdown Fights: New Blood               | 28/01/2011 | 1     | 2:30  | Orem, Utah                 |                                        |
| Vitória | 18-8   | Steve Sharp        | Finalização (guilhotina)         | WCFC: World Championship Full Contact    | 16/10/2010 | 1     | 0:45  | Salt Lake City, Utah       |                                        |
| Vitória | 17-8   | Dennis Davis       | Finalização (triângulo)          | Showdown Fights: Respect                 | 24/09/2010 | 1     | 1:22  | Orem, Utah                 |                                        |
| Vitória | 16-8   | James Francis      | Finalização (guilhotina)         | WCFC: The Beginning                      | 04/09/2010 | 1     | 0:21  | Ogden, Utah                |                                        |
| Vitória | 15-8   | Enoch Wilson       | Decisão (unânime)                | Throwdown Showdown 5: Homecoming         | 20/11/2009 | 5     | 5:00  | Orem, Utah                 | Ganhou o Título dos Penas do Showdown. |
| Derrota | 14-8   | Chad Mendes        | TKO (socos)                      | PFC: Best of Both Worlds 3               | 16/07/2009 | 1     | 0:44  | Lemoore, California        |                                        |
| Vitória | 14-7   | Shawn Bias         | Finalização (guilhotina)         | Throwdown Showdown 4: Cuatro             | 06/06/2009 | 1     | 3:15  | West Valley City, Utah     |                                        |
| Vitória | 13-7   | Nick Mamalis       | Finalização (guilhotina)         | Throwdown Showdown 3: Big Time           | 20/02/2009 | 1     | 1:25  | Salt Lake City, Utah       |                                        |
| Vitória | 12-7   | Camrann Pacheco    | Finalização (mata leão)          | Throwdown Showdown 2: The Return         | 26/09/2008 | 1     | 2:29  | Orem, Utah                 |                                        |
| Vitória | 11-7   | Olly Bradstreet    | Finalização (guilhotina)         | Total Mayhem 2                           | 16/08/2008 | 1     | 3:47  | Ogden, Utah                |                                        |
| Vitória | 10-7   | Travis Marx        | Finalização (triângulo)          | Jeremy Horn's Elite Fight Night 2        | 17/05/2008 | 2     | 3:35  | Salt Lake City, Utah       |                                        |
| Vitória | 9-7    | Dan Berry          | Finalização                      | UCE: Round 30: Episode 11                | 15/03/2008 | 1     | 1:27  | Salt Lake City, Utah       |                                        |
| Vitória | 8-7    | Mikael Smith       | TKO (socos)                      | Bush Cree Promotions                     | 25/08/2007 | 2     | 0:12  | Grand Junction, Colorado   |                                        |
| Vitória | 7-7    | John Sharp         | Finalização (mata leão)          | Cage Fighting Championship 3             | 10/08/2007 | 1     | 1:47  | Ogden, Utah                |                                        |
| Vitória | 6-7    | Lance Gorman       | Finalização (mata leão)          | UCE: Round 26: Episode 13                | 30/06/2007 | 2     | 1:43  | Tooele, Utah               |                                        |
| Derrota | 5-7    | Olly Bradstreet    | Finalização (guilhotina)         | UCE: Round 26: Finals                    | 16/06/2007 | 2     | 1:50  | St. George, Utah           |                                        |
| Vitória | 5-6    | Travis Worenscroft | Finalização (mata leão)          | UCE: Round 26: Episode 9 Day 1           | 01/06/2007 | 1     | 1:50  | Salt Lake City, Utah       |                                        |
| Derrota | 4-6    | Matt May           | TKO (socos)                      | XFS 5: Heavy Hitters                     | 12/05/2007 | 4     | 2:27  | Boise, Idaho               |                                        |
| Derrota | 4-5    | Dwayne Shelton     | Finalização (mata leão)          | Combat Sports Challenge                  | 24/03/2007 | 1     | 3:14  | Richmond, Virginia         |                                        |
| Vitória | 4-4    | Matthew Rider      | TKO (golpes)                     | UCE: Round 25: Episode 9 Day 1           | 02/03/2007 | 1     | 2:26  | West Jordan, Utah          |                                        |
| Derrota | 3-4    | Olly Bradstreet    | Finalização (mata leão)          | UCE: Round 23: Finals                    | 18/11/2006 | 1     | 3:07  | West Valley City, Utah     |                                        |
| Vitória | 3-3    | Kawaika Kauwe      | Decisão (dividida)               | UCE: Round 23: Episode 6 Day 1           | 03/11/2006 | 3     | 3:00  | West Jordan, Utah          |                                        |
| Derrota | 2-3    | Kawaika Kauwe      | TKO (lesão)                      | UCE: Round 22: Episode 2                 | 29/07/2006 | 2     | 0:45  | Tooele, Utah               |                                        |
| Derrota | 2-2    | Kawaika Kauwe      | Finalização Técnica (guilhotina) | UCE: Round 21: Underage Show             | 24/06/2006 | 1     | 1:54  | Salt Lake City, Utah       |                                        |
| Vitória | 2-1    | Jared Garn         | Decisão (dividida)               | UCE: Round 20: Episode 7                 | 15/04/2006 | 3     | 3:00  | West Jordan, Utah          |                                        |
| Derrota | 1-1    | Olly Bradstreet    | TKO (socos)                      | UCE: Round 18: Episode 5 Day 1           | 02/12/2005 | 1     | 2:03  | Salt Lake City, Utah       |                                        |
| Vitória | 1-0    | Samuel Hewitt      | Decisão (dividida)               | UCE: Round 14: Finals                    | 23/04/2005 | 3     | 3:00  | West Valley City, Utah     |                                        |